# Le Chenit
Le Chenit est une commune suisse du canton de Vaud, située dans le district du Jura-Nord vaudois.

## Géographie et présentation du territoire

### Localisation

Photo aérienne, L'Orient, Le Sentier (1964).

Le Chenit est située dans le massif du Jura, à l'ouest du lac de Joux. Le territoire communal occupe l'ouest de la vallée de Joux, il est entièrement compris dans le parc naturel régional Jura vaudois. En 2014, la surface forestière de la commune, comprenant notamment le Grand Risoux, est de 6 583 hectares, soit la quatrième de Suisse,.
La commune comprend plusieurs villages dont trois constituent officiellement des fractions :
- Le Brassus (décret du 23 novembre 1908) ;
- Le Sentier (décret du 17 novembre 1900) ;
- L'Orient (décret du 9 mai 1904).

Ces fractions ont pour exécutif des conseils administratifs de village, soumis directement à la juridiction du préfet. Elles prélèvent des impôts et sont responsables des jardins publics et de l'éclairage public ainsi que d'autres tâches spécifiques à chacune d'entre elles.
Le village du Solliat et le hameau de Derrière-la-Côte ne font pas partie des fractions de communes, mais sont organisés en association d'utilité publique.

#### Le Solliat
Toponymie
L'historien Jacques-David Nicole indique : « le nom de Solliat, ou Souillard, comme on l'écrivoit autrefois, vient de l'ancien verbe français se souiller, selon la tradition, qui porte que, avant que cet endroit fût habité, les ours venoient boire dans des creux, qu'il avoit dans cet endroit, où l'eau étoit fangeuse, ou bourbeuse, et où ils se souilloient, ou sâlissoient, en s'y vautrant ».
Armoiries et drapeau
« Taillé de sinople au rencontre d’ours brun au naturel et d’or à une flamme de gueules de trois points ondoyantes soutenu d’une fasce alésée de sable. »

Armoiries du village du Solliat.

Son drapeau est inauguré le 1er juin 1974.
Observatoire AstroVal
L'observatoire AstroVal est inauguré en juin 2012. Il porte aujourd'hui le code IAU L44.
Horlogerie
Dès 1871, l'Indicateur d'Horlogerie Suisse mentionne quatre personnes résidents au Solliat et liées à la fabrication d'horloges et/ou la conception de pièces d'horloges : H. Reymond comme huissier exploitant ; Philippe Aubert, Meylan frères et Nicole & Capt comme horloger ; ainsi que François Lecoultre comme cadraturier.
Agriculture
La fromagerie villageoise des Landes est spécialisée dans la production de Gruyère AOP. En 2024, 24 producteurs fermiers sont affiliés pour livrer leur lait. En 2022, elle a obtenu la médaille d'argent au concours international de Lyon.

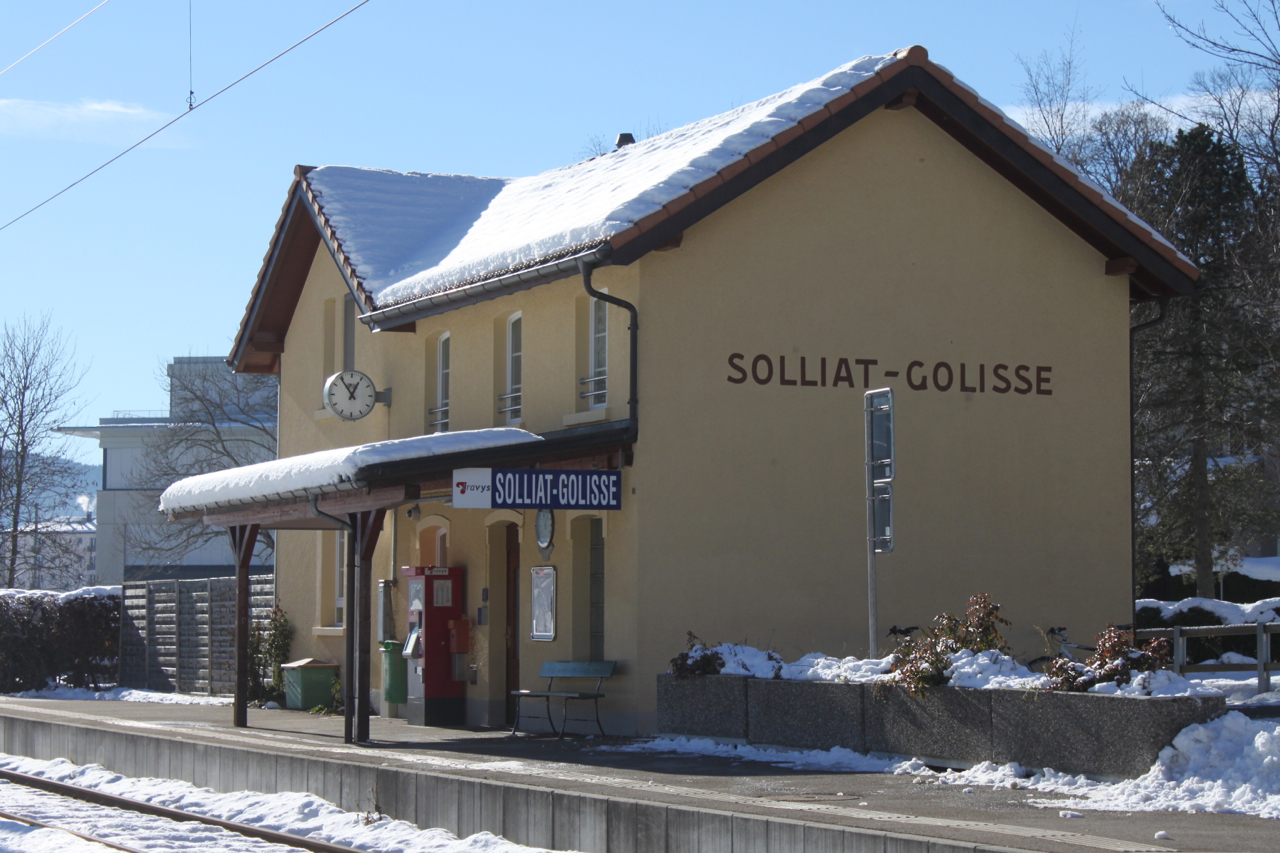
La gare Le Solliat-La Golisse

Transports publics
La gare Le Solliat-La Golisse (en) relie Le Solliat à la CFF ligne Vallorbe – Le Brassus.
Population
Dans « L'annuaire officiel des abonnés au téléphone Groupe de réseau 1 : Genève, Vaud, Valais, Fribourg, Neuchâtel, Berne » de 1911 sont  mentionnés quatre raccordements téléphoniques pour Le Solliat (dont l'épicerie-mercerie aussi comme station publique). Dix ans plus tard, il n'y avait plus que trois.
Personnalités
- Samuel Aubert, né le 18 décembre  1871 au Solliat, y domicilié toute sa vie, décédé le 1er février 1955[14], professeur, botaniste, auteur de nombreux écrits botaniques spécialement sur la Vallée de Joux[15],[16].

## Population

### Surnom
Les habitants de la commune sont surnommés les Traîne-Sachets.

### Démographie
La commune compte 4 707 habitants au 31 décembre 2023 pour une densité de population de 47 hab/km2. Sur la période 2010-2023, sa population a augmenté de 8,8 % (canton : 18,6 % ; Suisse : 9,4 %).  

## Histoire
Le titre le plus ancien qui fasse mention du Chenit est une prononciation datée de 1513 par laquelle l'abbé de l'abbaye du lac de Joux accordait aux habitants de Vaulion de couper du bois dans une zone de la vallée de Joux nommée Chinit, les arbres débités étaient chargés sur des radeaux pour descendre le lac de Joux. Quelque temps plus tard, la communauté du Lieu commençait à s'étendre sur le territoire de ce qui deviendra la commune de Chenit, ils y établirent un moulin en 1590 avec l'autorisation des propriétaires de celui de Romainmôtier, Jacques et André Mayor : "lesdits Mayor convinrent par accord d'affranchir les trente-deux chefs de familles (d'où le nom de Trente-deux du Chenit que prit la communauté) de ce qu'ils avaient au moulin de Romainmôtier et de leur établir un moulin audit Chenit, si dans l'an et jour lesdits Mayor n'édifoient pas ce moulin, lesdits particuliers pourroient le construire à leurs frais, et alors le dit moulin leur appartiendroit, en propre, en payant la cense qui pourroit y être imposée". Au début des années 1600 la communauté chargeait l'un des leurs, Pierre Lecoultre, de négocier la fondation d'une église. En juillet 1610 les baillis de Romainmôtier, Rodolphe Hornn et Ulderich Cocq, se rendaient sur le lieu pour ordonner le début des travaux. En contrepartie de l'établissement d'un diacre, pour officier au "temple du Chenit" et "y tenir l'école", la communauté s'engageait à lui fournir "une maison, dans le village du Lieu, un jardin, du pâturage commun, et du terrain pour recueillir le fourage nécessaire à l'hivernage d'une vache".
Le Chenit devint une commune en 1646, en se séparant de celle du Lieu.
Le 22 septembre 2024, Le Chenit, L'Abbaye et Le Lieu ont accepté une convention de fusion pour former la commune de La Vallée de Joux, qui existera officiellement dès le 1er janvier 2027.

## Situation politique
La commune du Chenit dispose d'un législatif, le Conseil communal, doté de soixante membres, et d'un exécutif, la Municipalité, comptant sept membres. Le législatif est élu au système proportionnel et l'exécutif au système majoritaire à deux tours. La Municipalité se compose actuellement de cinq élus du Parti libéral radical (PLR) et de deux élus du Parti socialiste (PS).

### Liste des syndics du Chenit
| Début | Fin   | Nom                              | Parti   | Notes |
| ----- | ----- | -------------------------------- | ------- | --- |
| <1811 | >1811 | Charles Meylan                   |         | Parrain de Louise Rosine Meylan (1811) ; dit "Charles Meylan syndic". |
| [...] | [...] | [...]                            |         | |
| 1832  | 1844  | Louis-Abraham Meylan             |         | |
| 1845  | 1847  | Ami Lecoultre                    |         | |
| 1848  | 1851  | Louis Capt                       |         | |
| 1852  | 1852  | David Piguet-Pasteur (1810-1879) |         | |
| 1853  | 1855  | Ami Lecoultre                    |         | Déjà syndic (1845-1847). |
| 1856  | 1856  | Auguste Golay                    |         | |
| 1857  | 1866  | Féréol Piguet                    |         | |
| 1867  | 1871  | Auguste Piguet, dit Merlot       |         | |
| 1872  | 1874  | Charles Capt                     |         | |
| 1875  | 1889  | David-Ami Aubert (1808-1904)     |         | Horloger denturier. Municipal (1872-1875), syndic du Chenit (1875-1890), juge au tribunal de première instance, démissionnaire à 81 ans. Doyen de la Vallée de Joux de son temps, décédé à 96 ans. |
| 1890  | 1897  | Henri-Daniel Piguet              |         | Député au Grand Conseil vaudois. |
| 1898  | 1920  | Eugène Golay                     | PLS     | Député au Grand Conseil vaudois. |
| 1920  | 1920  | Marc Golay (1868-1954)           |         | Juge de paix Préfet du district de la Vallée de Joux (1920-1933). |
| 1920  | 1929  | Paul Audemars (1860-1931)        | PRD     | Horloger, commerçant. Conseiller municipal (1910-1920), député au Grand Conseil vaudois. |
| 1929  | 1933  | Léon Aubert (1873-1958)          |         | Horloger. Juge de paix (1920-1943). |
| 1934  | 1938  | André Meylan                     |         | Préfet du district de la Vallée de Joux. |
| 1938  | 1941  | Hector Reymond (1875-1967)       |         | Commerçant au Solliat. |
| 1942  | 1949  | Emile-Gustave Piguet(1895-1983)  | PLS     | Horloger Député au Grand Conseil vaudois (1949-1957) |
| 1950  | 1963  | Pierre Benoit                    | PSS     | Buraliste postal. |
| 1964  | 1965  | Marius Golay                     | PSS     | |
| 1966  | 1977  | Jean Turban                      | PSS     | |
| 1978  | 1985  | Claudine Piguet                  | UDI     | Première femme à de devenir syndique d'une commune vaudoise. |
| 1986  | 1997  | Georges Piguet                   | UDI     | |
| 1998  | 2004  | Janine Thalmann                  | PSS     | |
| 2004  | 2016  | Jeannine Rainaud                 | UDI-PLR | |
| 2016  | 2021  | Stives Morand                    | UDI-PLR | |
| 2021  |       | Olivier Baudat                   | RV      | Dernier syndic du Chenit ; la commune disparaîtra le 1er janvier 2027, fusionnant avec celles de L'Abbaye et du Lieu pour former la commune de La Vallée de Joux.                                  |

## Patrimoine
Le village urbanisé du Sentier et le hameau de Chez-les-Aubert sont classés à l'Inventaire fédéral des sites construits à protéger en Suisse.

### Musées
Le musée Audemars Piguet, situé au Brassus, couvre plus de 200 ans d'activité de la manufacture. Le nombre de montres à complications présentées en fait, dans ce domaine, un des plus importants musées horlogers privés[réf. souhaitée]. Au Sentier, l'« espace horloger de la Vallée de Joux » présente l'histoire horlogère de la Vallée ainsi qu'une collection de pendules anciennes du XVIe au XIXe siècle.

## Industrie horlogère
Plusieurs manufactures horlogères sont situées sur la commune : Audemars Piguet, Jaeger-LeCoultre, Breguet, Blancpain, Vacheron Constantin.

## Enseignement
L'école technique de la Vallée de Joux, située au Sentier, offre une formation d'apprentissage de micromécanicien ainsi qu'une formation de technicien ES-ET.

## Santé
- Hôpital La Vallée

## Personnalités
- Philippe Dufour
- Sylvain Freiholz